# قلعة شريش

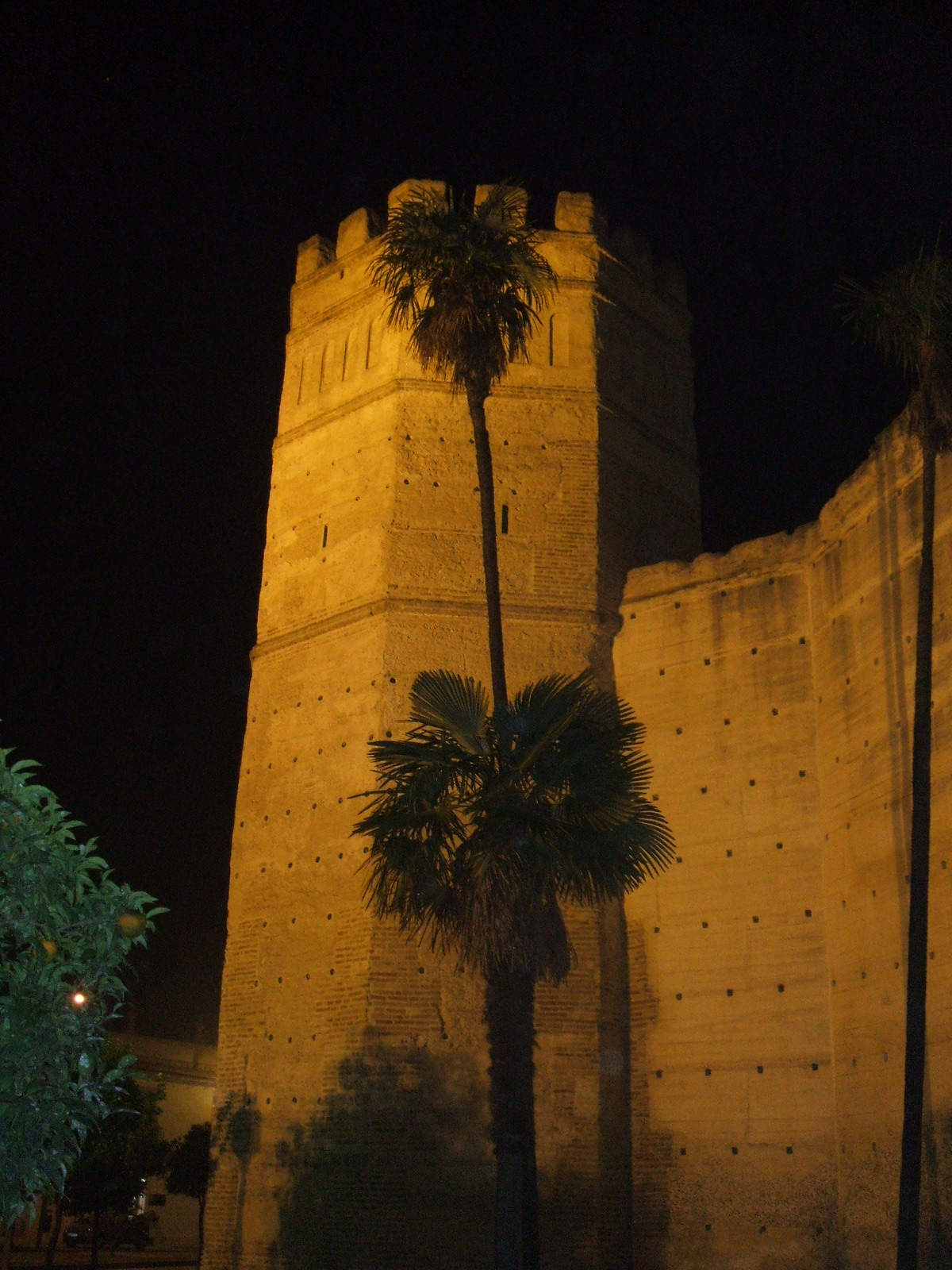
برج قلعة شريش

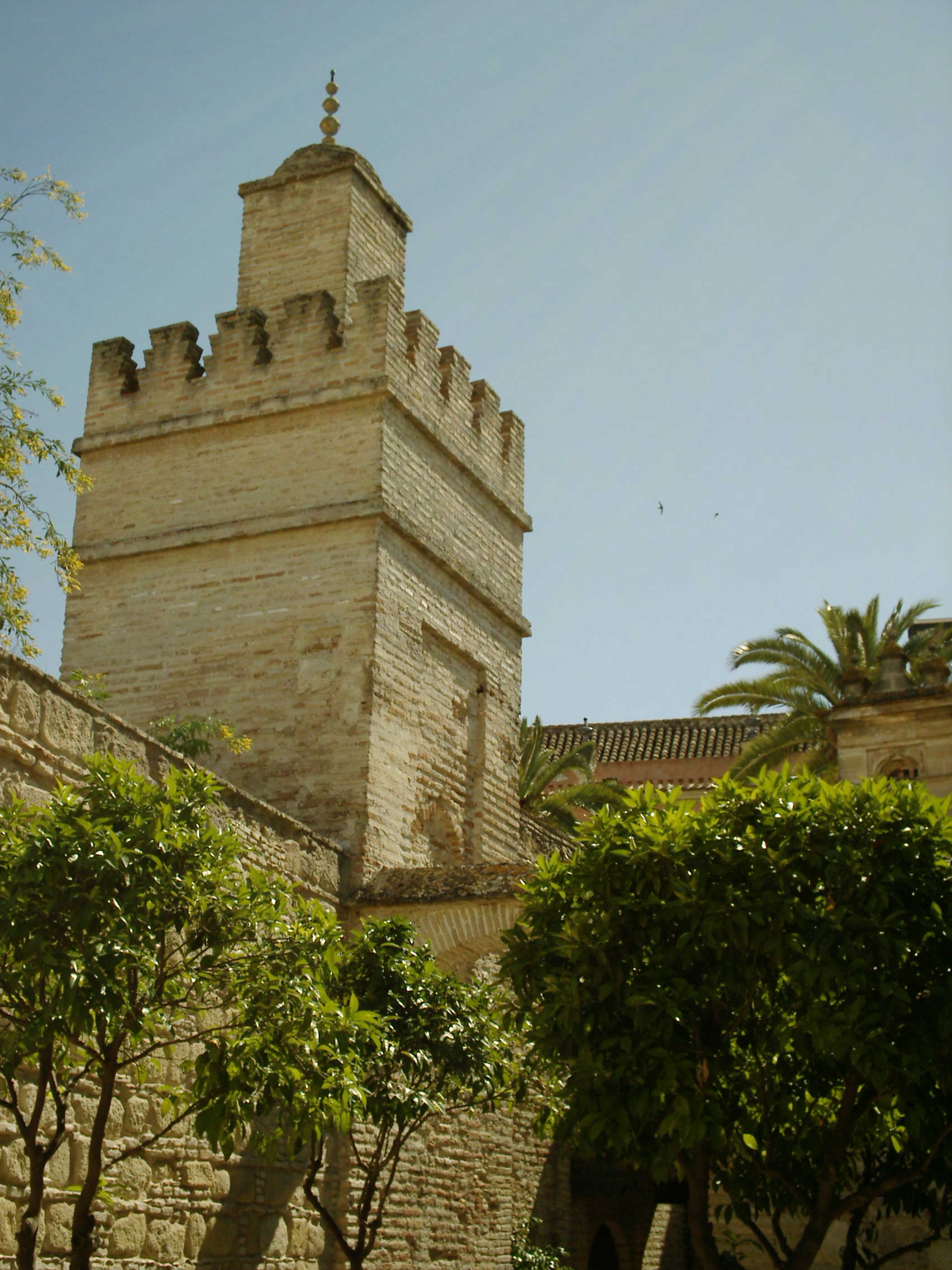
منارة المسجد.

قلعة شريش تشكل مجمع دفاعي يرجع إلى العهد الإسلامي في الأندلس حيث شيدت حوالي سنة 1211 م من طرف الملك محمد الناصر الموحدي، يقع في مدينة شريش الجبهة Jerez de la Frontera في مقاطعة قادس التابعة لإقليم أندلسيا.
القلعة بنيت في قلب المدينة أثناء القرن الثاني عشر، وتعرضت لعدة تحويلات فيما بعد. حالياً هي ملك للبلدية، وبقيت محافظة على طابعها الإسلامي بشكل جيد.
أسوار القلعة، حمامتها ومختلف قاعاتها، إضافة إلى مسجدها تشكل مثالًا جيدًا للهندسة الموحدية، وتفارق مع العناصر المسيحية اللاحقة. تم تسجيل البناء كمعلم تاريخي سنة 1931

## تاريخ
يرجع قرار بناء القلعة إلى الموحدين، الذين اختاروا هذا الموقع لأهميته التجارية والإستراتجية، والقريب من مدينتي إشبيلية وقادس. المكان المختار في جنوب شرق المدينة والواقع على ارتفاع منها، كان مكان استيطان منذ عصور ما قبل التاريخ، كما تدل على ذلك البقايا الأثرية التي عثرت في عين المكان. في القرن الحادي عشر المدينة خضعت تحت حكم طائفة أركش، وفي تلك الفترة، تم التخطيط لتشيد المجمع الدفاعي، الذي اندثر كليتا. المدينة أعلنت استقلالها عن حكم المرابطين في النصف الأول من القرن الثاني عشر لتصبح مملكة مستقلة. لكنها سرعان ما انطوت تحت حكم الموحدين القادمين سنة 1147 م. في تلك الفترة بدأت المدينة في الازدهار والنمو، التي تجلت في بناء القلعة بأسوارها الحصينة، الذين تم تمديدهم فيما بعد، ليحيطوا بكامل المدينة، على ما يناهز 4 كيلومترات. القلعة كانت محل تعسكر الجنود ومكان إقامة حاكم المدينة.